# Kamov Ka-92

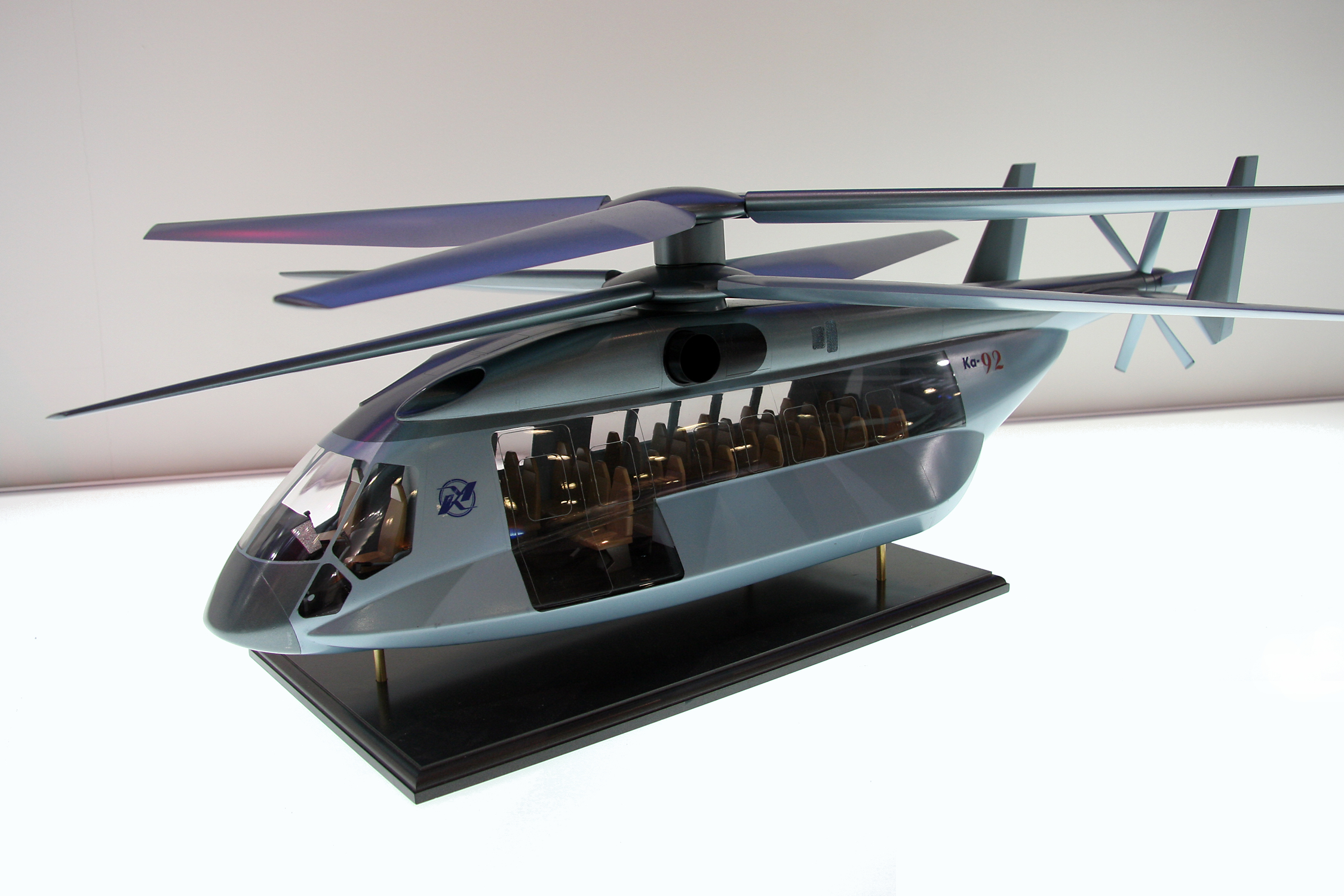
Ka-92

Kamov Ka-92 là một thiết kế trực thăng tốc độ cao đề xuất của Kamov. Đề án này cạnh tranh trực tiếp với công ty Mil đề giành hợp đồng phát triển trực thăng tốc độ cao trị giá 1,3 tỉ USD từ chính phủ Nga.